# Ulysees Gilbert
Ulysees Gilbert III (Ocala, 9 agosto 1997) è un giocatore di football americano statunitense che milita nel ruolo di linebacker per i Pittsburgh Steelers della National Football League (NFL).

## Carriera professionistica

### Pittsburgh Steelers
Gilbert fu scelto nel corso del sesto giro (207º assoluto) del Draft NFL 2019 dai Pittsburgh Steelers. Debuttò come professionista subentrando nella settimana 1 contro i New England Patriots. Il 5 novembre fu inserito in lista infortunati per un problema alla schiena, chiudendo la sua stagione da rookie con 7 presenze e 5 tackle.